# Bobban Andersson
Bobban Bo Viktor Andersson, tidigare Bo "Bobban" Andersson, född 15 mars 1951 i Eskilstuna, är en svensk före detta handbollsspelare, spelande som niometersspelare.

## Klubbkarriär
Bobban Andersson spelade för Eskilstunaklubben IF Verdandi tills han var 16 år. Han bytte sedan till IF Guif 1967. Han debuterade i allsvenskan (högsta serien) 1968. Han spelade kvar i Guif till 1972 då klubben åkte ur allsvenskan och då blev det IFK Malmö under 1972/1973.  I Malmö gjorde "Bobban" stor succé och spelade inför en välfylld Baltiska hallen. Han flyttade dock aldrig ner till Malmö, och var snart åter i IF Guif som återkommit till allsvenskan. Han blev utsedd till årets spelare två säsonger 1972/73 (IFK Malmö) och 1976/77 (IF Guif). Han var en av de stora profilerna under 1970-talet i svensk handboll. Bo Andersson beskriver själv att han var som bäst 1982 då han slutat i landslaget men tränade alla dagar på året (både handboll och fotboll). Han valdes till århundradets GUIF:are, före storheter som exempelvis Tomas Svensson och Erik Hajas. Efter karriären blev Andersson tränare för GUIF under några säsonger.

## Landslagskarriär
Bobban Andersson landslagsdebuterade 1972 i en match mot Danmark. Han spelade 119 A-landskamper för Sverige och blev därmed stor grabb. Internationellt genombrott fick han vid OS-turneringen 1972 i München. Han gjorde en bejublad landskamp då Österporthallen invigdes 1974. Han spelade i VM 1974 och VM 1978 för Sverige. Sista landskampen spelade han 1982. Alltså spelade han i landslaget i ett decennium.

## Fotboll
Andersson var även en bra fotbollsspelare i IFK Eskilstuna, med kvalet till allsvenskan 1981 mot Kalmar FF som största merit. Han utsågs samma år till Södermanlands bästa fotbollsspelare.

## Privat
Bo Anderssons son Robin Andersson Dickfors har också spelat handboll på elitnivå i Guif och Svenska Landslaget.